# Adagissimo
Adagissimo is een van oorsprong Italiaanse muziekterm die aangeeft dat een muziekstuk in een zeer langzaam, comfortabel tempo gespeeld moet worden. De term is afgeleid van de aanwijzing adagio (gemakkelijk), maar kent een lager tempo.
Adagissimo behoort tot de zeer rustige tempi. Het metronoomgetal komt neer op maximaal 66, dus minder dan 66 tellen per minuut. 